# Kelley O'Hara
Kelley Maureen O'Hara is een Amerikaans voetbalspeelster.

## Statistieken
| Seizoen | Club            | Land   | Competitie | Wedstrijden | Doelpunten |
| ------- | --------------- | ------ | ---------- | ----------- | ---------- |
| 2010    | Gold Pride      | USA    | WPS        | 19          | 6          |
| 2011    | Boston Breakers | USA    | WPS        | 14          | 4          |
| 2013    | Sky Blue FC     | USA    | NWSL       | 12          | 0          |
| 2014    | Sky Blue FC     | USA    | NWSL       | 22          | 7          |
| 2015    | Sky Blue FC     | USA    | NWSL       | 11          | 3          |
| 2016    | Sky Blue FC     | USA    | NWSL       | 12          | 1          |
| 2017    | Sky Blue FC     | USA    | NWSL       | 18          | 4          |
| 2018    | Utah Royals FC  | USA    | NFS        | 8           | 1          |
| 2019    | Utah Royals FC  | USA    | NWSL       | 4           | 0          |
| 2020    | Utah Royals FC  | USA    | NWSL       | 0           | 0          |
| Totaal  | Totaal          | Totaal | Totaal     | 120         | 26         |

Laatste update: september 2020

## Interlands
O'Hara nam met het Amerikaans voetbalelftal deel aan de Olympische Spelen in 2012 en 2016. En won in 2012 de gouden medaille en verloor in 2016 in de kwartfinale.
In 2015 en 2019 won zij met het nationale elftal de wereldtitel vrouwenvoetbal.

## Privé
O'Hara is de host van de Just Women's Sports podcast.